# Tyresö FF
Tyresö Fotbollsförening er en svensk fodboldklub fra Tyresö, en kommune i Stockholms län. Klubben blev etableret i 1971 og er først og fremmest kendt for klubbens damehold, som spillede i Sveriges øverste række, Damallsvenskan i perioderne 2010–2014, 1993–1996 og 1999, og for at vinde det svenske mesterskab i 2012. Tyresö FF nåede helt til finalen i UEFA Women's Champions League i 2014, den 22. maj 2014 tabte de finalen 3-4 mod VfL Wolfsburg. Samme år gik det meget dårligt økonomisk for Tyresö FF og den 24. juni 2014 gik aktieselskabet Tyresö Fotboll AB konkurs. Kvindernes hold i Damallsvenskan rykkede ned i fjerdøverste række i svensk kvindefodbold.
Kendte spillere, der har spillet for holdet er bl.a. USA's rekord landsholdsspiller til alle tider, Kristine Lilly, århundredets kvindelige fodboldspiller Michelle Akers den femdobbelte vinder af FIFA World Player of the Year-hædersprisen Marta. Desuden har den danske lansholdsspiller Line Røddik spillet for Tyresö FF fra 2010 til 2014.

## Hæder
- UEFA Women's Champions League:
  - Toer (1): 2014
- Damallsvenskan:
  - Mestre (1): 2012
- Svenska Cupen:
  - Toer (2): 2011, 2012

## Deltagelse i UEFA Women's Champions League
Alle resultater (ude, hjemme og sammenlagt) vister Tyresö's mål først.
| Sæson   | Runde                | Klub                | Ude             | Hjemme          | Sammenlagt      |
| ------- | -------------------- | ------------------- | --------------- | --------------- | --------------- |
| 2013–14 | Sekstendedelsfinaler | Paris Saint-Germain | 0–0             | 2–1 a           | 2–1             |
| 2013–14 | Ottendedelsfinaler   | Fortuna Hjørring    | 2–1 a           | 4–0             | 6–1             |
| 2013–14 | Kvartfinaler         | Neulengbach         | 0–0             | 8–1 a           | 8–1             |
| 2013–14 | Semifinaler          | Birmingham City     | 0–0 a           | 3–0             | 3–0             |
| 2013–14 | Finale               | Wolfsburg           | 3–4 ( Lissabon) | 3–4 ( Lissabon) | 3–4 ( Lissabon) |

a Første kamp.